# Empire (1964)

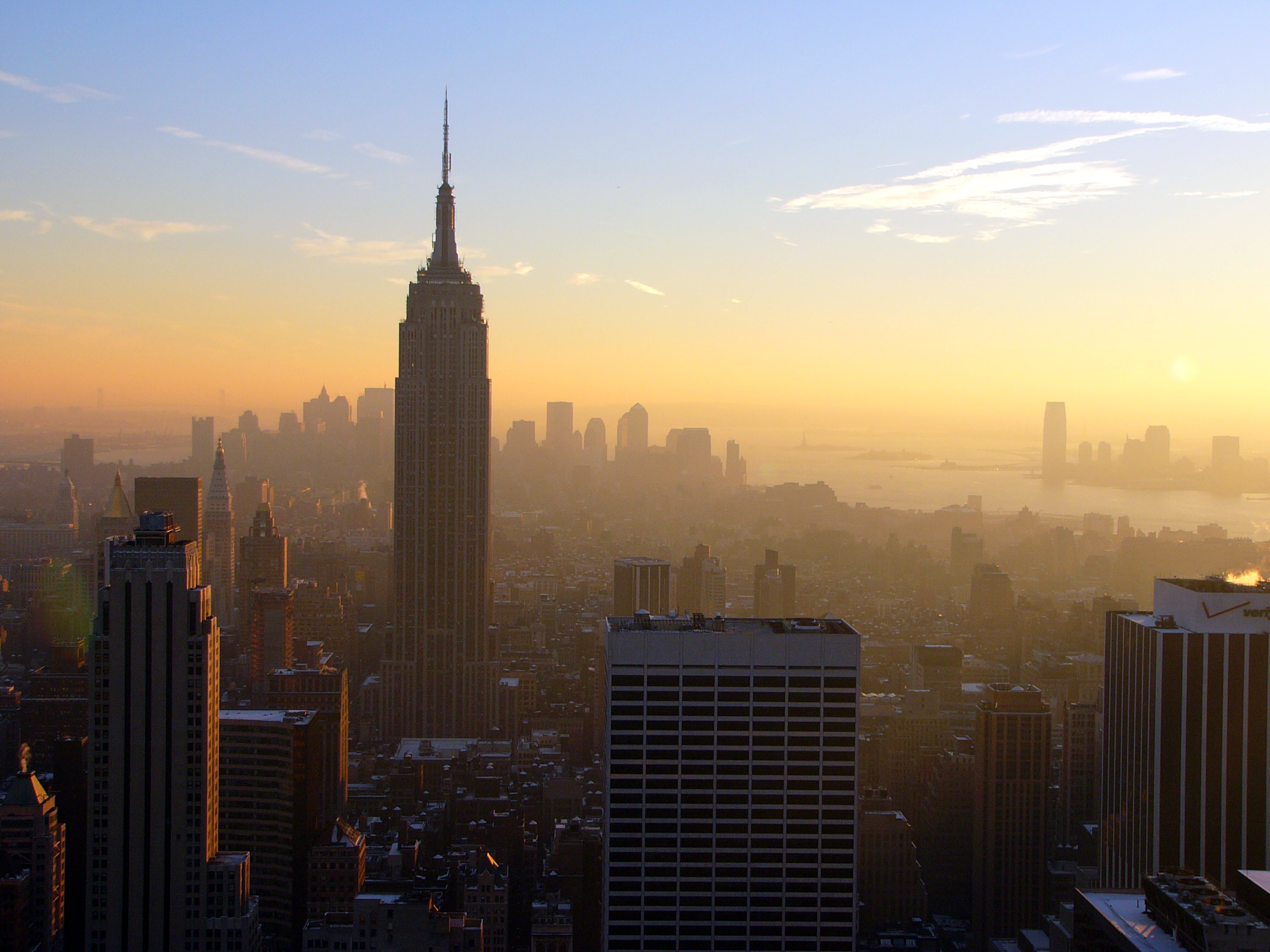
Edifício Empire State, Cidade de Nova York, Estados Unidos.
Vista a partir do 'Top of the Rock'

Empire (de 1964) é um filme experimental de Andy Warhol. O filme é mudo e foi filmado em preto-e-branco. O filme tem 8 horas e 5 minutos de duração, e consiste em uma plano-sequência do famoso Edifício Empire State Building (filmado continuamente em câmera lenta).
Nunca permitiram que este filme fosse apresentado, mesmo de maneiras mais encurtadas, e provavelmente, o fato de o filme não poder ser exibido, foi um importante motivo para que ele fosse criado. Em 2000, um VHS italiano, em parceria com o "Andy Warhol Museum", lançou este filme com tempo de duração de apenas 60 minutos.

## Filmagem
A filmagem ocorreu do quadragésimo primeiro andar do Time-Life Building, no escritório da Fundação Rockefeller, na noite de 25 para 26 de julho, das 20:06 às 2:42 da madrugada. Ele foi filmado em 24 frames por segundo, mas acabou sendo projetado em 16 frames por segundo.
Mesmo que o filme tenha sido filmado por apenas 6 horas e 36 minutos, ele foi finalizado com tempo total de 8 horas e 5 minutos.